# Aaron Kemps
Aaron Kemps   (Bundaberg, 10 de setembre de 1983) és un ciclista australià, ja retirat, que fou professional del 2005 al 2012. En el seu palmarès destaca el Campionat d'Austràlia en critèrium de 2010 i quatre victòries d'etapa a la Volta a la Xina.

## Palmarès
- 2003
  - Vencedor d'una etapa del Giro de les Regions
- 2004
  - 1r a la Copa Ciutat d'Asti
- 2006
  - Vencedor d'una etapa de la Volta a Burgos
- 2007
  - Vencedor de 3 etapes de la Herald Sun Tour
- 2010
  -  Campió d'Austràlia en critèrium
  - Vencedor de 3 etapes de la Volta a la Xina
- 2011
  - Vencedor d'una etapa de la Volta a la Xina
  - Vencedor d'una etapa de la Volta al llac Qinghai
  - Vencedor d'una etapa de la Volta al llac Taihu
  - Vencedor de 3 etapes al Tour de Tasmània

### Resultats a la Volta a Espanya
- 2006. 119è de la classificació general